# Depression (humør)
 For alternative betydninger, se Depression (flertydig). (Se også artikler, som begynder med Depression)
Depression er en tilstand med lavt humør og en aversion mod aktivitet. Det kan påvirke en persons tanker, adfærd, motivation, følelser og følelse af velvære. Det kan indeholde tristhed, problemer med at tænke og koncentrere sig og en betragtelig stigning eller fald i appetit og tid brugt på at sove. Personer, der oplever depression, kan have følelser af at være afvist, håbløshed og somme tider selvmordstanker. Dette kan enten være kort- eller langvarigt. Et symptom ved depression er anhedoni, som beskriver tabet af interesse eller tabet af lystfølelse ved aktiviteter, som normalt bringer andre mennesker glæde. Depressivt humør er et symptom på visse affektive lidelser såsom klinisk depression eller dystymi; i modsætning til disse lidelser er et depressivt humør typisk en normal, midlertidig reaktion på negative livsbegivenheder, såsom tabet af en elsket; og kan derudover også være et symptom på nogle fysiske sygdomme såvel som bivirkning ved nogle stoffer og medicinske behandlinger.